# Cosmeta

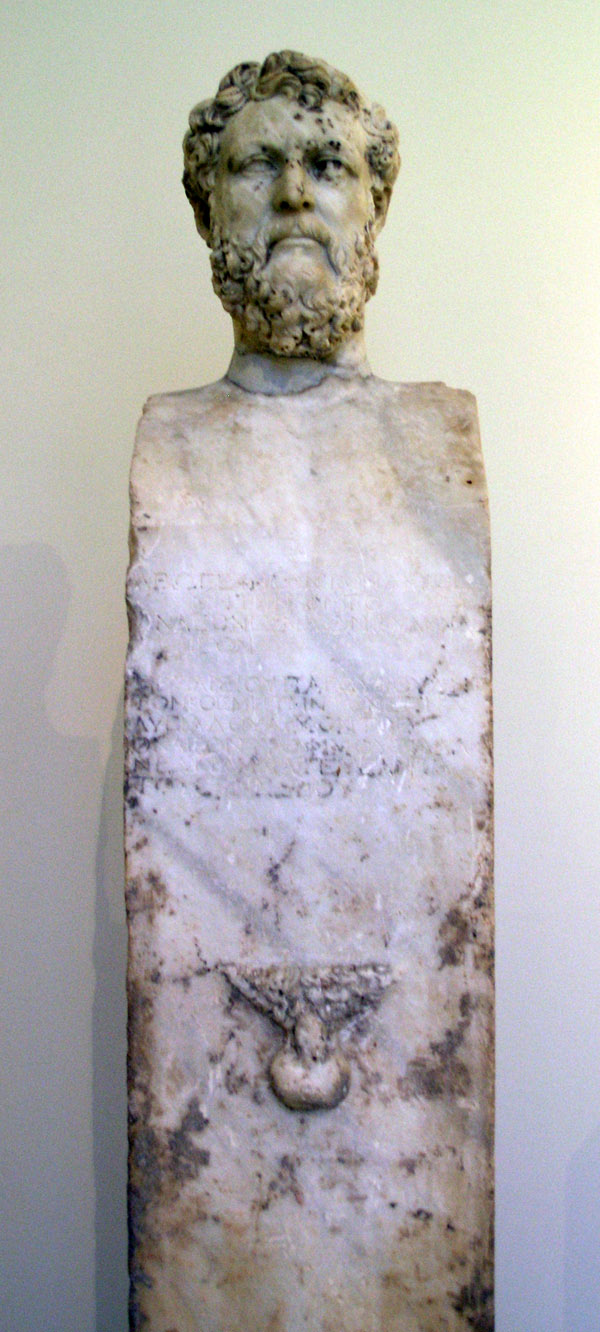
Retrato hermaico del cosmeta Onaso, hijo de Trófimo de Palene (129-138 d C.), Museo Arqueológico Nacional de Atenas.

En la Antigua Atenas, el cosmeta era el encargado de asegurar la disciplina entre los efebos. magistrado designado a mano alzada en época clásica, elegido entre los adultos de más de 40 años. Su atributo era el bastón (lygos). Hasta el siglo IV a. C. le ayudaban los sofronistas. 
En época helenística, su función tiende a convertirse en liturgia, ya que se encarga de la mayor parte de los gastos que implica (la financiación de los premios de los concursos, los sacrificios, mantenimiento de los equipos y edificios). Aunque el cosmeta sigue siendo oficialmente un juez elegido a mano alzada como en la época clásica, de hecho, debía contribuir a la autofinanciación, al menos parcial de la institución, según lo informado por varios textos en los que la ciudad cada año les daba las gracias. Algunos de estos mismos textos hacen hincapié en que se hicieron cargo de todos los gastos y, a partir de finales del siglo II  a. C., la ciudad no les pidió más la rendición de cuentas, lo que demuestra que se trataba de su dinero el que aseguraba el funcionamiento de su cargo. El informe sencillo que se le solicitaba desaparece a partir del siglo I a. C.